# Dennisiomyces glabrescentipes
Dennisiomyces glabrescentipes är en svampart som beskrevs av Singer 1955. Dennisiomyces glabrescentipes ingår i släktet Dennisiomyces och familjen Tricholomataceae.   Inga underarter finns listade i Catalogue of Life.